# Bülent Ortaçgil

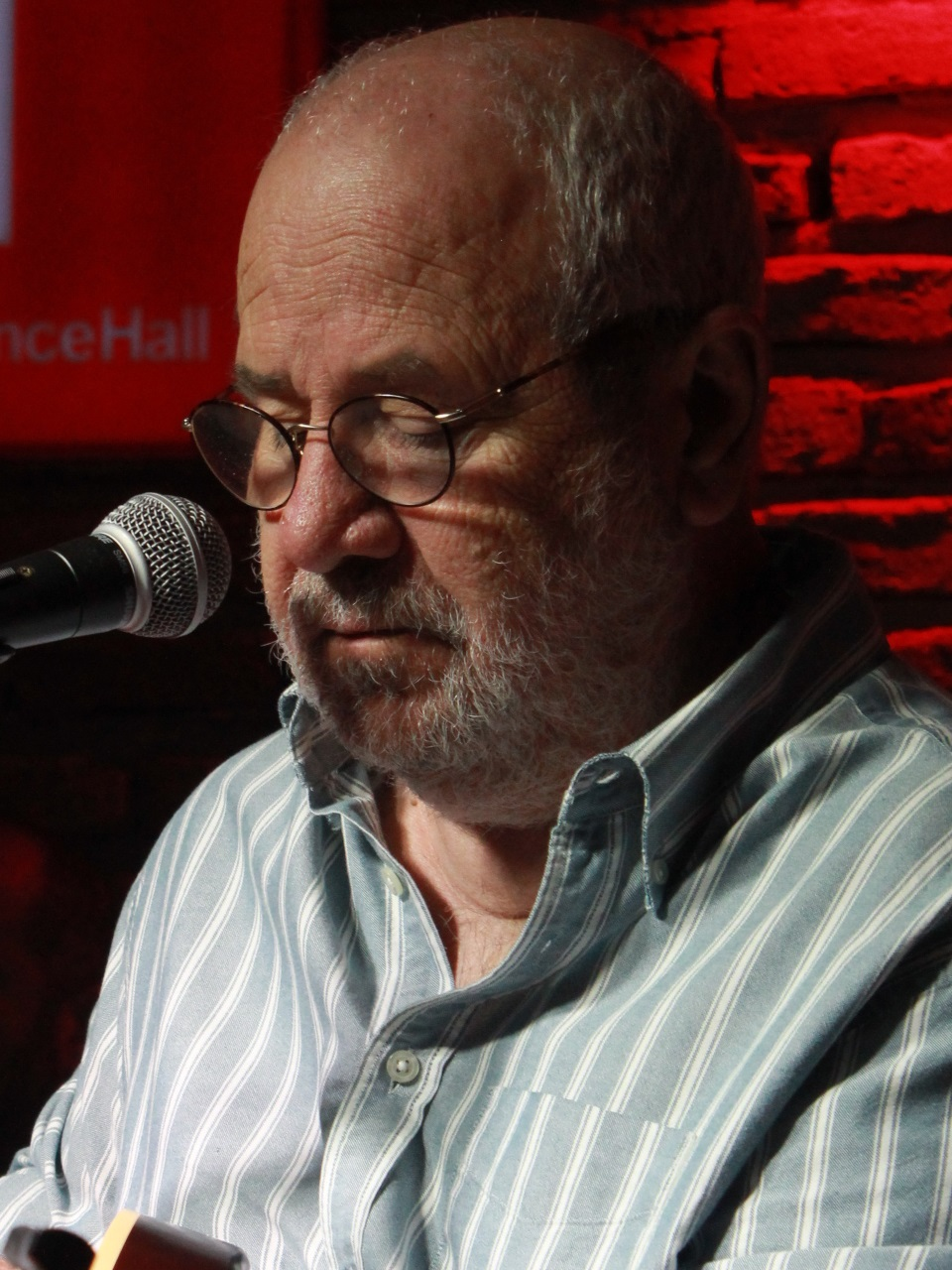
Bülent Ortaçgil 2015 in Ankara

İbrahim Bülent Ortaçgil (* 1. März 1950 in Ankara, Türkei) ist ein türkischer Sänger und Komponist.

## Leben und Karriere
Bülent Ortaçgil wurde am 1. März 1950 in Ankara geboren. Während seiner Grundschulzeit zog die Familie nach Istanbul. Er besuchte dort als weiterführende Schule die Kadıköy Anadolu Lisesi, wo er zu dieser Zeit Gitarre zu spielen lernte. Später erlangte er einen Abschluss in Chemie von der Universität Istanbul.
1974 wurde sein erstes Album veröffentlicht. Es trug den Namen „Benimle Oynar Mısın?“ („Wirst du mit mir spielen?“). Onno Tunç und Ergun Pekcan halfen ihm bei den Aufnahmen.
Nach seiner Hochzeit nahm Ortaçgil eine zehnjährige Pause von der Musik. Er arbeitete als Chemieingenieur bei Unternehmen wie Pfizer und Netaş Telecom.
Ortaçgil arbeitete öfters mit Fikret Kızılok zusammen. Zu seinen bekanntesten Liedern zählen Benimle Oynar mısın, Olmalı mı Olmamalı mı und Sensiz Olmaz.
Ortaçgils Musik wurde beeinflusst von The Beatles, Cat Stevens, Donovan und Bob Dylan.

## Diskografie

### Studioalben
- 1974: Benimle Oynar Mısın
- 1990: 2. Perde
- 1991: Oyuna Devam
- 1994: Bu Şarkılar Adam Olmaz
- 1998: Light
- 2003: Gece Yalanları
- 2010: Sen

### Weitere Alben
- 1976: Çocuklar İçin Oyunlu Müzikli Masallar (Märchen-Album mit Ali Kocatepe Stüdyo Çocuk Tiyatrosu Oyun Ekibi)
- 1984: Rüzgara Söylenen Şarkılar (Livealbum mit Erkan Oğur & Yaz Baltacıgil)
- 1985: Biz Şarkılarımızı.. (mit Fikret Kızılok)
- 1986: Pencere Önü Çiçeği (mit Fikret Kızılok)
- 1999: Eski Defterler (Wiederveröffentlichung – beinhaltet neuere Versionen älterer Werke)
- 2007: Büyükler İçin Çocuk Şarkıları (Wiederveröffentlichung – aufgenommen 1987 mit Fikret Kızılok und 20 Jahre später veröffentlicht)
- 2007: Konser (Livealbum mit Teoman)
- 2017: Senfonik Ortaçgil (Livealbum)

### Bekannte Songs
- 1971: Anlamsız / Yüzünü Dökme Küçük Kız
- 1974: Olmalı mı, Olmamalı mı? / Şık Latife
- 1974: Benimle Oynar Mısın?
- 1991: Bu Su Hiç Durmaz
- 1994: Sensiz Olmaz
- 1998: Kimseye Anlatmadım (mit Birsen Tezer)
- 1998: Eylül Akşamı
- 2010: Denize Doğru